# Villeneuve-sur-Vère
Villeneuve-sur-Vère é uma comuna francesa na região administrativa da Occitânia, no departamento de Tarn. Estende-se por uma área de 15.89 km², e possui 494 habitantes, segundo o censo de 2018, com uma densidade de 31 hab/km².